# Jan Kavan

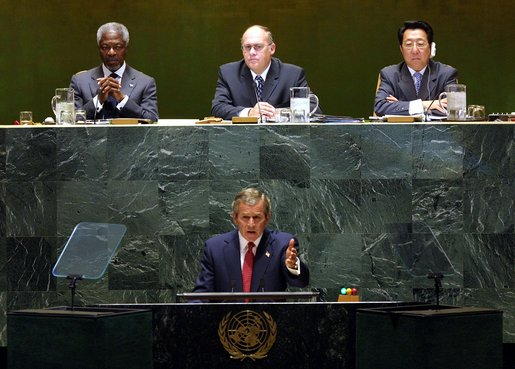
Jan Kavan (en haut, au milieu) à l'ONU

Jan Kavan, né le 17 octobre 1946 à Londres au Royaume-Uni, est un homme politique tchèque membre du Parti social-démocrate tchèque (ČSSD). Il est ministre des Affaires étrangères de la République tchèque du 22 juillet 1998 au 12 juillet 2002. Il est président de l'Assemblée générale des Nations unies entre 2002 et 2003.

## Biographie
Jan Kavan est le fils d'un diplomate tchèque basé à Londres, Pavel Kavan et d'une enseignante britannique, Rosemary Kavan. Rentré en Tchécoslovaquie après la prise du pouvoir par les communistes, son père est arrêté et victime d'une parodie de procès organisé contre le groupe Rudolf Slánský au terme duquel il est condamné à 25 ans de prison. Pavel Kavan est finalement libéré en 1960 mais il décède à l'âge de 46 ans des suites de ses conditions de détention. Sa femme, Rosemary Kavan, écrit un livre sur cette tragédie, Love and Freedom.
Ces épreuves forment le caractère et déterminent l'engagement de Jan Kavan. Étudiant à l'Université Charles de Prague, il devient l'un des leaders étudiants du Printemps de Prague. Après l'intervention des troupes du Pacte de Varsovie en Tchécoslovaquie, en août 1968, il s'exile à Londres. Il y étudie les sciences politiques et relations internationales à la London School of Economics et l'Université de Reading. Dans les années 1970, Kavan fonde au Royaume-Uni, une agence de presse indépendante Palach Press Agency, qui joue un rôle central dans la diffusion de la Charte 77 en Europe de l'Ouest. Il est aussi le rédacteur en chef du East European Reporter et le vice-président de la East European Cultural Foundation. En 1979, le régime communiste tchécoslovaque lui retire sa nationalité tchécoslovaque.
Après la chute du régime communiste à la suite de la Révolution de velours de novembre 1989, Kavan est rentré en Tchécoslovaquie. En 1991, il a été accusé d'avoir collaboré avec les services secrets tchécoslovaques, le StB (sous le nom de code de KATO). Il a été blanchi de ces accusations par la justice tchèque en première instance en 1994 et en appel en 1996. Des doutes demeurent malgré tout.
Lors des premières élections démocratiques de 1990, il est élu député. Après la dissolution de la Tchécoslovaquie fin 1992, il rejoint le parlement tchèque et rejoint le Parti social-démocrate tchèque (ČSSD). Après la victoire du (ČSSD) en 1998, il devient vice-Premier ministre et ministre des Affaires étrangères dans le gouvernement de Miloš Zeman.
Jan Kavan est membre honoraire de la London School of Economics et professeur honoraire de droits de l'Homme à l'Université Adelphi de New York. Il a reçu plusieurs récompenses pour son engagement en faveur des droits de l'Homme comme le Companion of Honour (Royaume-Uni), l'International Order of Merit (Royaume-Uni) et le Presidential Roll of Honor (États-Unis).

## Source
- (de) Cet article est partiellement ou en totalité issu de l’article de Wikipédia en allemand intitulé « Jan Kavan » (voir la liste des auteurs).